# NKI-skolan
NKI-skolan, Nordiska korrespondensinstitutet, ursprungligen Noréns korrespondensinstitut, grundades av Hilbert Norén i Malmö 1910 och var en av Sveriges största skolor för korrespondensundervisning. Det slogs samman 1922 med Osby korrespondensinstitut, som även hade grundats 1910, och bytte namn till NKI-skolan. 1936 flyttade skolan till Stockholm.
1937 fanns kurser för gymnasiestadiet och från 1940 anordnades ingenjörsexamen där NKI-ingenjörer utexaminerades. De så kallade NKI-realskolorna startade 1941.
Skolan utgav ett känt uppslagsverk, NKI-skolans uppslagsbok, som såldes i 200 000 exemplar mellan 1936 och 1952. 
NKI-skolan slogs samman med Hermods 1965.